# Плимут Валиант
„Плимут Валиант“ (на английски Plymouth Valiant) е компактен (според северноамериканските стандарти) семеен автомобил тип седан, произвеждан в САЩ от Крайслер през 1960-те и 1970-те години. Освен в САЩ, автомобилът е също продаван в Аржентина, Бразилия и някои северноевропейски страни.

## История
През 1957 г. „Крайслер“ решават да разработят компактен модел, поради нарастващата конкуренция на компактни седани от Европа и Япония в САЩ по онова време. Автомобилът дебютира през октомври 1959 г. като първоначално се планира Valiant да е самостоятелна марка. От 1961 г. обаче моделът почва да се продава под марката Plymouth. Предлага се във версии седан и комби, а по-късно се появява и кабриолет.
Според автомобилната преса в САЩ автомобилът има силно изразено европейско влияние в дизайна, особено що се отнася до дизайна на задната част и страничната линия. Valiant се произвежда в няколко генерации, като по времето на първата генерация има 2 версии – преди и след фейслифта от началото на 1962 г. Разликите са в решетката на предницата и новите задни светлини, които заместват стоповете тип „котешки очи“.
На базата на Plymouth Valiant започва да се произвежда Plymouth Barracuda, която е считана от мнозина за първия „пони кар“, тъй като дебютира 2 мес. по-рано от „Форд Мустанг“. За кратко се произвежда и като Dodge Lancer през 1961-1962 г.